# Hedda (Film)
Hedda ist ein deutscher Spielfilm aus dem Jahr 2016 nach dem Theaterstück „Hedda Gabler“ von Henrik Ibsen. Susanne Wolff spielt die Hauptrolle der Hedda in dem Filmdrama von Regisseur Andreas Kleinert.

## Inhalt
Der Film erzählt das Beziehungsdrama des frisch verheirateten Paares Hedda und Jorgen Tesman. Die beiden kommen gerade von der Hochzeitsreise zurück und beziehen ihre monströse Villa im Wald mit Blick ins Tal. Die Sanierungsarbeiten sind noch nicht abgeschlossen und Jorgen geht ganz offensichtlich das Geld aus. Aber das soll bald anders werden, wenn er die Nachfolge von Chefarzt Prof. Dr. Brack antritt. Diese Position will er sich nicht streitig machen lassen, auch nicht von Eilert Lövborg, seinem Konkurrenten und dem ehemaligen Liebhaber seiner Frau Hedda. Als Jorgen und Hedda ein Abendessen für Prof. Brack ausrichten, tauchen unerwartet Eilert und Thea, die Ex-Freundin von Jorgen, als ungebetene Gäste auf. Im Verlauf des Abends offenbaren sich zwischen den fünf Personen viele Verstrickungen. Alte Wunden brechen auf und ein Geflecht aus Liebe, Schuld und Verrat kommt ans Licht. Die Nacht endet im Fiasko und am nächsten Tag sind zwei Menschen tot.

## Hintergrund
Der Regisseur Andreas Kleinert schrieb auch das Drehbuch zu dem Film Hedda nach dem Drama „Hedda Gabler“ des norwegischen Dramatikers Henrik Ibsen und einer Idee von Ania Kock. Das Buch ist eine moderne Adaption des Theaterstücks, das 1891 im Residenztheater in München uraufgeführt wurde.
Der Film Hedda ist eine Produktion von Broadview TV in Kooperation mit ZDF/3sat in Zusammenarbeit mit Arte und wurde gefördert von der Film- und Medienstiftung NRW.

## Rezeption

### Kritiken
Michael Meyns von Filmstarts.de bescheinigt Andreas Kleinert, dass er das klassische Theaterstück „sanft modernisiert“ hat, „um die Lebenslügen der Bourgeoisie auch in der Gegenwart zu sezieren.“ Herausgekommen sei dabei ein „beißendes Drama gleichermaßen betont theatralisch und filmisch wuchtig inszeniert“. Meyns kommt zu dem Fazit: „Mit Unterstützung seiner herausragenden Schauspieler, allen voran Susanne Wolff als Titelheldin Hedda, gelingt Andreas Kleinert eine moderne, gleichermaßen filmische wie theatralische Neuverfilmung des klassischen Stücks von Henrik Ibsen.“

### Festivals
Der Film feierte am 8. Oktober 2016 beim Filmfest Hamburg seine Premiere und war der Abschlussfilm des Festivals. Beim Filmfestival Cologne 2016 lief Hedda in der Reihe „Made in NRW“.

### Preise
Hedda war beim Filmfest Hamburg nominiert für den „Preis der Hamburger Filmkritik“.
Die Deutsche Akademie für Fernsehen verleiht Myrna Drews für Hedda die Auszeichnung in der Kategorie Szenenbild.